# Gute Idee
Gute Idee war eine der wenigen Zeitschriftenneugründungen in Ostdeutschland seit der Wiedervereinigung. Das Magazin erschien 2004 zweimonatlich als unabhängige Alternative zur Alleinstellung der SUPERillu und richtete sich an 25- bis 45-jährige Ostdeutsche, die sich nach Aussagen des Gründers und Chefredakteurs Simon Kaatz „nicht mehr über die DDR definieren, sondern nach vorne schauen wollen.“ Die Gute Idee wollte das moderne Leben in Ostdeutschland abbilden und wurde in Fichtenwalde herausgegeben.
Die Zeitschrift hatte eine Druckauflage von 50.000 Exemplaren und einen Umfang von 68 Seiten. Beliefert wurden nur Presseverkaufsstellen in den neuen Bundesländern und Berlin, was den Machern die Kritik einbrachte, die gesellschaftliche Spaltung Deutschlands zu befördern. Der inhaltliche Schwerpunkt lag, unter weitestgehender Ausblendung von Ostalgie, bei Themen mit ostdeutschem Bezug.
Mit dem Verweis auf die allgemeine ökonomische Lage sowie die vorherrschende, schwierige Marktsituation der Printmedien, stellte der Herausgeber, der am 18. Februar 2004 erstmals verausgabten Publikation, bereits im Folgejahr ihr Erscheinen ein.